# Claudia Wieser
Claudia Wieser (* 1973 in Freilassing) ist eine deutsche Künstlerin und lebt derzeit in Berlin.

## Leben
Von 1993 bis 1997 machte sie eine Lehre als Kunstschmiedin.
Im Anschluss von 1997 bis 2003 studierte sie an der Akademie der Bildenden Künste München bei Axel Kasseböhmer und Markus Oehlen.

## Ausstellungen (Auswahl)
- 2005: Favoriten, Kunstbau, Lenbachhaus, München
- 2006: Liquid Crystal, lothringer13, München
- 2007: PERSPEKTIVE 07, Lenbachhaus, München
- 2008: Claudia Wieser and Andrew Falkowski and Elad Lassry, Contemporary Art Museum St. Louis
- 2008: THE ETERNAL FLAME, Kunsthaus Baselland, Muttenz
- 2008: In the Shadows, Kunstverein Wolfsburg

## Öffentliche Sammlungen
- Sammlung zeitgenössischer Kunst der Bundesrepublik Deutschland, Bonn